# Hagemeister Island
Hagemeister Island ist eine unbewohnte Insel in Alaska. Die Insel liegt am nördlichen Ende der Bristol Bay am Eingang der Togiak Bay. Hagemeister ist 26 km lang und ca. 300 km² groß. Der höchste Punkt liegt 543 Meter über dem Meeresspiegel. 
Sie erhielt ihren Namen von dem Forschungsreisenden Arvid Adolf Etholén nach dem deutsch-baltischen Seefahrer und Gouverneur der Russisch-Amerikanischen Kompagnie Ludwig von Hagemeister, der sie 1818 entdeckt hatte. Erstmals wurde der Name von Gawriil Andrejewitsch Sarytschew als Ostrov Gagemeister in den Seekarten verzeichnet.
Die Insel ist Teil des Alaska Maritime National Wildlife Refuge.